# Gilles Dauvé
Gilles Dauvé (pseudónimo Jean Barrot, Francia, 1947) es un político teórico, profesor y traductor francés asociado con la izquierda comunista y la tendencia contemporánea de la comunización.

## Biografía
Hijo del comisionado Guy Dauvé, de Direction centrale des Renseignements généraux, Gilles Dauvé relata que tuvo su primer acercamiento hacia el comunismo radical a los 16 años por parte de sus profesor de filosofía, para entonces exmiembro del grupo Socialismo o Barbarie. Durante esa época conoce como cliente a la librería La Vieille Taupe, y luego a la organización Pouvoir ouvrier que estaba vinculada a la librería Para septiembre de 1967, Dauvé salió de la organización luego de estar un breve tiempo en proceso de adherirse a esta, su salida coincide con la expulsión de Pierre Guillaume y Jacques Baynac, fundadores de la librería La Vieille Taupe. Alrededor de la librería se forma un grupo, influenciado por el comunista italiano Amadeo Bordiga, por la Internacional Situacionista y por la revista Invariance de Jacques Camatte y Roger Dangeville. En mayo de 1968, el grupo informal de La Vieille Taupe participa en la comisión París 3 donde se encuentran estudiantes y jóvenes trabajadores.
En 1969, Gilles Dauvé participó en reuniones organizadas por Informations et Travailleurs Correspondences, durante las cuales escribió el folleto Sur l'idéologie ultragauche, incluido en la colección El comunismo y la cuestión rusa (Communisme et question russe). Los contactos establecidos con jóvenes trabajadores durante el funeral de Pierre Overney, donde La Vieille Taupe había distribuido un folleto, permitieron crear el boletín Le Mouvement communiste. Dauvé fue el editor principal, aunque algunas otras personas releyeron y modificaron sus textos. El boletín se distribuyó rápidamente en 1.000 ejemplares, especialmente en la fábrica de Renault en Boulogne-Billancourt, pero el entusiasmo no duró. El intento de fusión con el boletín Négation fracasó y la librería La Vieille Taupe cerró sus puertas en diciembre de 1972.
En colaboración con otros comunistas de izquierda como François Martin y Karl Nesic, Dauvé ha intentado fusionar, criticar y desarrollar diferentes corrientes comunistas de izquierda, sobre todo la izquierda comunista italiana de Amadeo Bordiga y de Jacques Camatte (y su revista herética Invariance) asociados con el comunismo consejista de Alemania y Holanda, y las perspectivas francesas asociadas con Socialisme ou Barbarie y la Internacional Situacionista.
En tiempos recientes Dauvé ha dedicado estudios en torno a la cuestión de la sexualidad, el trabajo reproductivo y la moral. 

## Pensamiento

### Comunización
Si bien se le asocia a la corriente de la comunización, su relación con otros teóricos es controvertida, este es el caso de Théorie Communiste quién ha criticado a Dauvé y el uso que se le da en su obra de ciertos conceptos, en particular el del "programatismo". Una de las críticas de Théorie Communiste a Dauvé es a su artículo Cuando las insurrecciones mueren (1979), que según ellos se trataría de una "concepción normativa de la historia de la lucha de clases en toda su pureza" 
Se nos dice que los trabajadores fueron derrotados por la democracia (con la ayuda de los partidos y sindicatos), pero nunca se habla de los objetivos —del contenido— de estas luchas obreras (en Italia, España, Alemania). Por tanto, nos vemos inmersos en la problemática de la «traición» de los partidos y sindicatos. Que los trabajadores obedecieron a los movimientos reformistas es precisamente lo que debería haberse explicado y en función de la naturaleza de las propias luchas, en lugar de permitir que las sombras nebulosas de la manipulación y el engaño pasen por una explicación. «Los proletarios» —esos mismos proletarios que combatieron al capital «utilizando sus propios métodos y objetivos», que por lo demás nunca se definen— «confiaron en los demócratas». Dauvé llega hasta preguntarse: «¿Quién derrotó esta energía proletaria?», pero nunca se dice nada de los contenidos, las formas y los límites propios de esta energía. Es energía proletaria y punto. Para Dauvé la cuestión central era «cómo controlar a la clase obrera »6, pero antes de hacernos esta pregunta hemos de formular otra: «¿Qué hace la clase obrera?» Esto siempre parece evidente en el texto: es una simple cuestión de «energía proletaria». ¿Por qué entonces el «control» tuvo éxito en 1921 y en 1943 (en Italia)? Estas son las preguntas a las que el texto sólo responde de forma anecdótica, o bien de la manera tan profunda que veremos más adelante: los trabajadores fracasaron y fueron derrotados porque no hicieron la revolución, o sea, una tautología. 
En el artículo «Prolétaire et travail: Une histoire D’amour?»(2002) de Dauvé y Nesic, los autores (miembros de Troploin) abordan un análisis crítico de la historia del proletariado desde la publicación del Manifiesto Comunista en adelante y en particular de la relación entre el trabajo y el proletariado. Esto lo hacen apoyándose del concepto de "programatismo" propuesto por Théorie Communiste, que "es ante todo la práctica del proletariado, en la que la fuerza cada vez mayor de la clase (en los sindicatos y los parlamentos, organizativamente, en términos de relaciones de fuerzas sociales o de cierto nivel de conciencia de las «lecciones de la historia») se concibe positivamente como un trampolín que conduce a la revolución y al comunismo". A lo que la revista francesa Théorie Communiste respondería con otro artículo "Mucho ruido pocas nueces", donde se comenta críticamente los errores en los que incurre el análisis de Dauvé y Nesic.
Ahora bien, el programatismo sólo podría servir para explicar el «fracaso del movimiento comunista» si imagináramos, como Dauvé y Nesic, que el comunismo es una norma, una sustancia, algo invariable en «su contenido profundo», pues en ausencia de tal supuesto, el programatismo no es otra cosa que la explicación de su propio fracaso. Por tanto, comenzaremos por explicar la teoría del programatismo, que Dauvé y Nesic han entendido tan mal. No obstante, conviene señalar que lo que en realidad está en juego es la definición de la época actual, y más aún, que siquiera exista un «período actual». O lo que en última instancia viene a ser lo mismo, que exista algo llamado historia

### Crítica a la "Nueva crítica del valor" (Werkritik).
En un artículo titulado El panadero y el teórico (sobre la teoría de la forma-valor) del 2014, Dauvé polemiza con la nueva teoría crítica del valor y sus referentes (Anselm Jappe, Robert Kurz y Moishe Postone). "Si la TFV tiene el mérito de comprender que el comunismo no es la victoria del trabajo sobre el capital, de la clase trabajadora sobre la burguesía, esa comprensión solo le sirve para concluir que la lucha de clases es una inutilidad que se limitaría a sustentar el sistema". 
Partiendo correctamente de la crítica de la visión de la lucha de clases como el enfrentamiento entre el burgués y el trabajador, para la cual bastaría liberar al segundo del primero, la TFV acaba negando la realidad de las clases. Partiendo del entendimiento de la impersonalidad de la relación social (el burgués y el trabajador no serían más que funciones del capital), ella avanza hacia una despersonalización que desrealiza la realidad: la transformación de la sociedad sería obra de todos los que hoy son sometidos al valor, esto es, el conjunto de las víctimas del capitalismo (los famosos 99%). 

Más allá de esto, si el capital funciona como un autómata y su automatismo engloba todo y a todos, si el único verdadero sujeto es el valor, en esta altura de abstracción la única fuerza capaz de subvertirlo (una palabra excesiva: superarlo es suficiente) también es automática. El cambio somos tú y yo, y es inevitable.
Esta crítica no es única de parte de Dauvé, sino que otros autores y grupos relacionados con la "corriente comunizadora" han cuestionado algunos aspectos de la Werkritik, aunque con argumentos distintos, véase por ejemplo a Endnotesy a Roland Simon vinculado a la ya antes mencionada revista francesa Théorie Communiste.

## Publicaciones

### Libros en español
- Barrot, Jean; seudónimo de Dauvé (1976). Leninismo y ultraizquierda: contribución a la crítica de la ideología de ultraizquierda (Zero Zyx, trad), Zero Ediciones. ISBN 84-317-0388-1.
- Barrot, Jean; seudónimo de Dauvé (1978). La izquierda comunista en Alemania 1918-1921 (Zero Zyx, trad), Zero Ediciones.
- Dauvé, Gilles; Martin, François (2003). Declive y resurgimiento de la perspectiva comunista (Emilio Madrid Expósito, trad.). Ediciones Espartaco Internacional. ISBN 84-607-8321-9. Consultado el 11-06-2024.
- Chatterley, Constance, seudónimo de Dauvé (2018) El feminismo ilustrado o el complejo de Diana (Babaria, trad), Lazo Ediciones, Rosario. ISBN 978-987-46966-0-1. Consultado el 11-06-2024.
- Dauvé, Gilles (2020). Capitalismo y Comunismo, Lazo Ediciones, Rosario. ISBN 978-987-46966-7-0.
- Dauvé, Gilles (2021). El persistente atractivo de la religión, Lazo Ediciones, Rosario. ISBN 978-987-48023-1-6.
- Dauvé, Gilles (2023). Cartas sobre liberación animal (Carlos Lagos, ochodoscuatro ediciones, trads.). Lazo Ediciones, Rosario. ISBN 978-987-48023-6-1. Consultado el 11-06-2024.

### Artículos en español.
- Barrot, Jean; seudónimo de Dauvé (1977). El “renegado” Kautsky y su discípulo Lenin (Comunización, trad.). Originalmente incluido como posfacio al texto de Karl Kautsky “Las tres fuentes del marxismo”, reimpreso en francés en abril de 1977 por Ediciones Espartaco (serie B No.78).

- Dauvé, Gilles (1979). Cuando las insurrecciones mueren (Federico Corriente, trad.).